# Manuel Goded
Manuel Goded Llopis (ur. 15 października 1882 w San Juan, zm. 12 sierpnia 1936 w Barcelonie) – hiszpański generał pochodzenia portorykańskiego.
W czasie wojny o Rif przeprowadził błyskotliwy jak na tamte czasy desant morski w bitwie o Alhucemas. Później był jedną z kluczowych postaci w lipcowym puczu przeciwko Republice Hiszpańskiej w 1936 roku. Po nieudanej próbie wywołania powstania w Barcelonie został schwytany i stracony przez rząd republikański.

## Życiorys

### Wczesne lata
Urodził się w San Juan, stolicy Portoryko, będącej wówczas kolonią hiszpańską. Tam zdobył wykształcenie podstawowe i średnie. Jego rodzina przeniosła się do Hiszpanii po tym, jak Portoryko stało się własnością Stanów Zjednoczonych na mocy traktatu paryskiego z 1898 roku, który zakończył wojnę amerykańsko-hiszpańską. W Hiszpanii został przyjęty do Akademii Piechoty.

### Wojna w Rifie
Ukończył akademię, po czym piastował różne stanowiska. W 1907 roku, mając 25 lat, dosłużył się stopnia kapitana. W 1919 roku w hiszpańskim Maroku wybuchł bunt przeciwko hiszpańskim rządom kolonialnym. Przywódcą rebeliantów w wojnie o Rif był Abd al-Karim. Riffianie, jak nazwano rebeliantów, zniszczyli armię hiszpańskiego generała Manuela Fernándeza Silvestre’a w bitwie pod Annual w 1921 roku i byli gotowi do ataku na hiszpańską enklawę Melillę. Generałowie José Millán-Astray i Francisco Franco, którzy założyli Hiszpańską Legię Cudzoziemską, utrzymywali teraz główny ciężar walki z Riffianami.
W 1925 roku Goded poprowadził desant morski w zatoce Alhucemas (obecnie Al-Husajma) w bitwie znanej jako bitwa o Alhucemas. Uważa się ją za początek końca rebelii w Riffie. W 1927 roku rebelia dobiegła końca, a Hiszpania odzyskała utracone terytorium. Goded został awansowany do stopnia generała brygady i wkrótce został mianowany szefem sztabu hiszpańskiej Armii Afryki.

### Dyktatura i Druga Republika
Goded początkowo wspierał prawicową dyktaturę Miguela Primo de Rivery, ustanowioną w 1923 roku za zgodą króla Alfonsa XIII. Jednak ostatecznie krytyka rządu ze strony Godeda doprowadziła do jego usunięcia ze stanowiska.
Goded współpracował w próbie zamachu stanu w 1932 roku, po czym został zmuszony do odejścia z wojska, ale poproszono go o powrót do służby w 1934 roku, aby wziąć udział w działaniach przeciwko powstaniu w Asturii .
W maju 1936 roku Manuel Azaña został drugim i ostatnim prezydentem Drugiej Republiki Hiszpańskiej. Goded został mianowany szefem sztabu Armii Centralnej, ale ponownie odwołano go ze stanowiska po konflikcie z rządem. Kiedy prawicowi oficerowie podejrzani o spiskowanie przeciwko rządowi zostali przeniesieni, Goded został zesłany na odległe i mało znaczące stanowisko na Balearach.

### Bunt i egzekucja
Kiedy prawicowi generałowie zbuntowali się przeciwko rządowi Frontu Ludowego w lipcu 1936 roku, Goded bezskutecznie dowodził wojskami w stolicy Katalonii, Barcelonie, po przejęciu kontroli nad Majorką i Ibizą. Katalonia, będąca jednym z najbardziej uprzemysłowionych regionów Hiszpanii, była bastionem zorganizowanej lewicy, a lokalne operacje Godeda zakończyły się niepowodzeniem. Generał został schwytany przez siły rządowe 11 sierpnia i był przetrzymywany na statku więziennym „Urugwaj”. Został osądzony przez republikański sąd wojskowy za zdradę stanu i zmuszony do wydania przez radio rozkazu kapitulacji swoim pozostałym walczącym żołnierzom. Goded został skazany na karę śmierci przez rozstrzelanie. Został stracony następnego dnia na zamku Montjuïc w Barcelonie.
Śmierć Godeda nie tylko doprowadziła do unicestwienia nacjonalistycznej rewolty w Barcelonie i całej Katalonii, ale także usunęła jednego z głównych rywali osobistych i politycznych ostatecznego przywódcy ruchu, Francisco Franco.